# 인정옥
인정옥(1968년~)은 대한민국의 방송 작가이다.

## 약력
이화여대 사회학과를 졸업하고 영화계에서 경력을 쌓기 시작했다. 드라마 극본 집필 활동 외에도 영화계에서 스크립터, 조감독으로의 경력과 여고괴담 1,2의 각본을 쓴 경력이 있으며 방송계에서는 MBC의 《환상여행》과 《테마게임》의 작가로 활동했다.
본격적으로 드라마의 극본을 쓰기 시작한 것은 1998년 방영된 MBC의 《해바라기》이다. 2002년 방영된 MBC의 《네 멋대로 해라》는 높은 시청률을 기록하지는 못했으나 마니아층의 지지를 이끌어내 탄탄한 팬층이 생기는 계기가 되었다. 이러한 팬들의 요청은 원래 제작 계획이 없던 DVD의 출시로까지 이어진다. 이후 집필한 MBC의 《아일랜드》도 시청률은 높지 않았지만 이 역시 마니아층의 지지를 받았다. 《아일랜드》 이후 드라마계를 떠났으며 《나는 꼼수다》의 ‘김어준’과 열애 사실을 인정했다.
연극 극단 차이무의 초기 멤버이기도 하다.

## 일화
- 2005년 PD 표민수와 손을 잡고 집필 중이던 드라마 《내가 나빴다》가 제작 무산되면서 긴 휴식기를 가졌다.
- 2009년 소설가 서누의 역사 소설 《비차》를 각색한 드라마로 복귀를 준비하였으나 캐스팅 마무리 단계이던 배우 주지훈이 마약 스캔들로 하차하면서 제작이 중단되는 우여곡절을 겪었다.
- 2013년 《미안하다 사랑한다》《상두야 학교 가자》 등을 연출한 이형민 PD와 함께 드라마 《비차》를 제작 중이었으나, 편성 불발로 무산되었다.
- 팟캐스트 '나는 꼼수다'를 진행하는 딴지일보 총수 김어준과 열애 사실을 인정하였다.[2]
- 2014년 SH크레이티브웍스와 전속작가 계약을 맺었다.

## 작품

### 영화
- 《나는 소망한다 내게 금지된 것을》(1994년) - 스크립터
- 《맨?》(1995년) - 조감독
- 《여고괴담》(1998년) - 각본
- 《여고괴담 두 번째 이야기》(1999년) - 각본

### 드라마
- MBC 수목 미니시리즈 《해바라기》(1998년 11월 25일~1999년 1월 21일) - 극본
- MBC 수목 미니시리즈 《네 멋대로 해라》(2002년 7월 3일~2002년 9월 5일) - 극본
- MBC 수목 미니시리즈 《아일랜드》(2004년 9월 1일~2004년 10월 21일) - 극본
- MBC 주말드라마 《떨리는 가슴[3] - 제6화 행복》(11·12회, 2005년 4월 2일~2005년 5월 8일) - 극본

## 수상 경력
- 2003년 이화 언론인 클럽 선정 2003 자랑스런 이화 언론인
- 2003년 제39회 백상예술대상 TV부분 극본상 - 《네 멋대로 해라》

## 가족 관계
- 배우자: 김어준(1968년 12월 4일~)